# Pająki Iranu
Pająki Iranu, araneofauna Iranu – ogół taksonów pajęczaków z rzędu pająków, których występowanie stwierdzono na terenie Iranu.
Według checklisty autorstwa Alirezy Zamaniego, Omida Mirshamsiego, Jurija M. Marusika i Majida Moradmanda do 2022 roku z Iranu podano 906 gatunków pająków, należących łącznie do 323 rodzajów i 55 rodzin. 

## Ptaszniki(Mygalomorphae)

### Cyrtaucheniidae
Z Iranu wykazano:
- Anemesia koponeni

### Euagridae
Z Iranu wykazano:
- Phyxioschema gedrosia
- Phyxioschema raddei

### Gryzielowate(Atypidae)
Z Iranu wykazano:
- Atypus muralis

### Nemesiidae
Z Iranu wykazano:
- Raveniola dunini
- Raveniola marusiki
- Raveniola mazandaranica
- Raveniola niedermeyeri
- Raveniola vonwicki

### Ptasznikowate(Theraphosidae)
Z Iranu wykazano:
- Ischnocolus vanandelae

## Pająki wyższe(Araneomorphae)

### Filistatidae
Z Iranu wykazano:
- Filistata balouchi
- Filistata insidiatrix
- Filistata lehtineni
- Filistata maguirei
- Microfilistata magalhaesi
- Pritha garfieldi
- Sahastata amethystina
- Sahastata sinuspersica
- Zaitunia akhanii
- Zaitunia alexandri
- Zaitunia brignoliana
- Zaitunia darreshurii
- Zaitunia medica
- Zaitunia persica
- Zaitunia vahabzadehi
- Zaitunia zagrosica

### Caponiidae
Z Iranu wykazano:
- Iraponia scutata

### Czyhakowate(Segestriidae)
Z Iranu wykazano:
- Segestria mirshamsii
- Segestria senoculata

### Oonopidae
Z Iranu wykazano:
- Opopaea cornuta
- Opopaea sallami
- Pelicinus amrishi
- Pelicinus sengleti
- Triaeris stenaspis
- Trilacuna qarzi

### Komórczakowate(Dysderidae)
Z Iranu wykazano:
- Dysdera aculeata
- Dysdera asiatica
- Dysdera erythrina
- Dysdera pococki
- Dysderella transcaspica
- Harpactea parthica
- Tedia oxygnatha

### Sicariidae
Z Iranu wykazano:
- Loxosceles coheni
- Loxosceles persica
- Loxosceles rufescens
- Loxosceles turanensis

### Rozsnuwaczowate(Scytodidae)
Z Iranu wykazano:
- Scytodes arwa
- Scytodes fusca
- Scytodes kumonga
- Scytodes makeda
- Scytodes strandi
- Scytodes thoracica
- Scytodes univittata

### Nasosznikowate(Pholcidae)
Z Iranu wykazano:
- Artema doriae
- Artema transcaspica
- Nita elsaffi
- Pholcus alticeps
- Pholcus armeniacus
- Pholcus arsacius
- Pholcus caspius
- Pholcus elymaeus
- Pholcus hyrcanus
- Pholcus hystaspus
- Pholcus medicus
- Pholcus opilionoides
- Pholcus parthicus
- Pholcus persicus
- Pholcus phalangioides
- Pholcus velitchkovskyi
- Physocyclus globosus
- Psilochorus simoni
- Spermophora persica
- Spermophora senoculata
- Spermophora senoculatoides

### Leptonetidae
Z Iranu wykazano:
- Leptonetela caucasica

### Palpimanidae
Z Iranu wykazano:
- Levymanus dezfulensis
- Palpimanus carmania
- Palpimanus gibbulus
- Palpimanus persicus
- Palpimanus sogdianus

### Omatnikowate(Theridiidae)
Z Iranu wykazano:

- Anelosimus pulchellus
- Anelosimus vittatus
- Asagena phalerata
- Crustulina guttata
- Crustulina sticta
- Dipoena melanogaster
- Enoplognatha iraqi
- Enoplognatha latimana
- Enoplognatha macrochelis
- Enoplognatha mandibularis
- Enoplognatha mediterranea
- Enoplognatha mordax
- Enoplognatha ovata
- Enoplognatha quadripunctata
- Enoplognatha submargarita
- Enoplognatha thoracica
- Enoplognatha turkestanica
- Episinus mikhailovi
- Episinus truncatus
- Euryopis clara
- Euryopis quinqueguttata
- Euryopis sexalbomaculata
- Euryopis schwendingeri
- Heterotheridion nigrovariegatum
- Kochiura aulica
- Lasaeola coracina
- Lasaeola prona
- Lasaeola tristis
- Latrodectus cinctus
- Latrodectus dahli
- Latrodectus geometricus
- Latrodectus pallidus
- Latrodectus tredecimguttatus
- Neottiura bimaculata
- Parasteatoda lunata
- Parasteatoda tepidariorum
- Pholcomma gibbum
- Phoroncidia minuta
- Phycosoma inornatum
- Phylloneta impressa
- Platnickina tincta
- Rhomphaea sagana
- Robertus arundineti
- Robertus lividus
- Rugathodes bellicosus
- Simitidion simile
- Steatoda albomaculata
- Steatoda bipunctata
- Steatoda castanea
- Steatoda dahli
- Steatoda ephippiata
- Steatoda maura
- Steatoda nobilis
- Steatoda paykulliana
- Steatoda trianguloides
- Steatoda triangulosa
- Theridion arsia
- Theridion cinereum
- Theridion hemerobium
- Theridion hermonense
- Theridion hotanense
- Theridion innocuum
- Theridion melanurum
- Theridion varians

### Klejnotnikowate(Theridiosomatidae)
Z Iranu wykazano:
- Theridiosoma gemmosum

### Mysmenidae
Z Iranu wykazano:
- Microdipoena jobi

### Synaphridae
Z Iranu wykazano:
- Synaphris orientalis

### Krzyżakowate(Araneidae)
Z Iranu wykazano:

- Aculepeira armida
- Aculepeira ceropegia
- Aculepeira talishia
- Agalenatea redii
- Araneus angulatus
- Araneus circe
- Araneus diadematus
- Araneus grossus
- Araneus marmoreus
- Araniella alpica
- Araniella cucurbitina
- Araniella inconspicua
- Araniella mithra
- Araniella opisthographa
- Araniella villanii
- Argiope ahngeri
- Argiope anasuja
- Argiope bruennichi
- Argiope lobata
- Argiope sector
- Argiope trifasciata
- Cyclosa conica
- Cyclosa sierrae
- Cyrtophora citricola
- Gibbaranea bituberculata
- Gibbaranea ullrichi
- Hypsosinga albovittata
- Hypsosinga heri
- Hypsosinga pygmaea
- Hypsosinga sanguinea
- Larinia chloris
- Larinioides cornutus
- Larinioides ixobolus
- Larinioides suspicax
- Leviellus caspicus
- Mangora acalypha
- Neoscona adianta
- Neoscona isatis
- Neoscona spasskyi
- Neoscona subfusca
- Neoscona theisi
- Nuctenea silvicultrix
- Nuctenea umbratica
- Poltys nagpurensis
- Singa hamata
- Singa lucina
- Singa neta
- Singa semiatra
- Siwa atomaria
- Zilla diodia
- Zygiella x-notata

### Naśladownikowate(Mimetidae)
Z Iranu wykazano:
- Ero aphana
- Ero tuberculata
- Mimetus laevigatus

### Kwadratnikowate(Tetragnathidae)
Z Iranu wykazano:
- Meta menardi
- Metellina mengei
- Metellina merianae
- Metellina orientalis
- Metellina segmentata
- Pachygnatha clercki
- Pachygnatha clerckoides
- Pachygnatha degeeri
- Tetragnatha extensa
- Tetragnatha isidis
- Tetragnatha javana
- Tetragnatha montana
- Tetragnatha nigrita
- Tetragnatha nitens
- Tetragnatha obtusa
- Tetragnatha pinicola
- Tetragnatha shoshone

### Tkańcowate(Nesticidae)
Z Iranu wykazano:
- Aituaria iranica

### Osnuwikowate(Linyphiidae)
Z Iranu wykazano:

- Agyneta conigera
- Agyneta fuscipalpa
- Agyneta iranica
- Agyneta kopetdaghensis
- Agyneta mesasiatica
- Agyneta mollis
- Agyneta rurestris
- Araeoncus caucasicus
- Araeoncus humilis
- Araeoncus mitriformis
- Archaraeoncus alticola
- Archaraeoncus prospiciens
- Bathyphantes gracilis
- Bolyphantes elburzensis
- Caviphantes dobrogicus
- Centromerus minor
- Centromerus sylvaticus
- Ceratinella brevis
- Collinsia inerrans
- Dactylopisthes digiticeps
- Dicymbium nigrum
- Diplocephalus picinus
- Diplocephalus transcaucasicus
- Diplostyla concolor
- Entelecara acuminata
- Entelecara erythropus
- Erigone atra
- Erigone dentipalpis
- Erigonoplus ninae
- Erigonoplus sengleti
- Erigonoplus zagros
- Frontinellina frutetorum
- Gnathonarium dentatum
- Gongylidiellum murcidum
- Gongylidiellum vivum
- Lepthyphantes iranicus
- Leptorhoptrum robustum
- Linyphia hortensis
- Linyphia triangularis
- Maso sundevalli
- Megalepthyphantes camelus
- Megalepthyphantes kronebergi
- Megalepthyphantes nebulosoides
- Megalepthyphantes nebulosus
- Megalepthyphantes pseudocollinus
- Mesasigone mira
- Microlinyphia pusilla
- Microneta viaria
- Neriene clathrata
- Neriene emphana
- Neriene peltata
- Neriene radiata
- Oedothorax apicatus
- Oedothorax meridionalis
- Palliduphantes elburz
- Palliduphantes khobarum
- Palliduphantes sbordonii
- Pelecopsis laptevi
- Pelecopsis parallela
- Piniphantes pinicola
- Pocadicnemis pumila
- Poeciloneta variegata
- Porrhomma convexum
- Porrhomma microphthalmum
- Porrhomma pallidum
- Prinerigone vagans
- Scutpelecopsis procer
- Scutpelecopsis wunderlichi
- Sengletus extricatus
- Sengletus latus
- Silometopus reussi
- Sintula corniger
- Stemonyphantes agnatus
- Stemonyphantes arta
- Stemonyphantes verkana
- Styloctetor logunovi
- Styloctetor romanus
- Tenuiphantes perseus
- Tenuiphantes tenuis
- Trematocephalus cristatus
- Trichoncoides piscator
- Troglohyphantes paulusi
- Walckenaeria acuminata
- Walckenaeria alticeps
- Walckenaeria furcillata

### Poskoczowate(Eresidae)
Z Iranu wykazano:
- Eresus adaleari
- Eresus kollari
- Loureedia phoenixi
- Stegodyphus lineatus
- Stegodyphus pacificus

### Hersiliidae
Z Iranu wykazano:
- Bastanius foordi
- Bastanius kermanensis
- Deltshevia taftanensis
- Duninia baehrae
- Duninia darvishi
- Duninia grodnitskyi
- Duninia rheimsae
- Hersilia talebii
- Hersiliola artemisiae
- Hersiliola macullulata
- Hersiliola simoni
- Hersiliola sternbergsi
- Hersiliola turcica

### Oecobiidae
Z Iranu wykazano:
- Oecobius cellariorum
- Oecobius fahimii
- Oecobius ferdowsii
- Oecobius ilamensis
- Oecobius nadiae
- Oecobius putus
- Uroctea gambronica
- Uroctea grossa
- Uroctea thaleri

### Koliściakowate(Uloboridae)
Z Iranu wykazano:
- Octonoba yesoensis
- Uloborus plumipes
- Uloborus walckenaerius

### Titanoecidae
Z Iranu wykazano:
- Nurscia albomaculata
- Nurscia albosignata
- Titanoeca caucasica
- Titanoeca lehtineni
- Titanoeca schineri
- Titanoeca turkmenia

### Lenikowate(Zodariidae)
Z Iranu wykazano:
- Acanthinozodium armita
- Acanthinozodium atrisa
- Acanthinozodium diara
- Acanthinozodium dorsa
- Acanthinozodium elburzicum
- Acanthinozodium kiana
- Acanthinozodium masa
- Acanthinozodium niusha
- Acanthinozodium parmida
- Acanthinozodium parysatis
- Acanthinozodium sorani
- Lachesana insensibilis
- Lachesana kavirensis
- Lachesana perseus
- Parazodarion raddei
- Pax ellipita
- Pax leila
- Trygetus susianus
- Zodariellum proszynskii
- Zodarion buettikeri
- Zodarion lutipes
- Zodarion talyschicum

### Sidliszowate(Amaurobiidae)
Z Iranu wykazano:
- Ecurobius parthicus

### Lejkowcowate(Agelenidae)
Z Iranu wykazano:

- Agelena labyrinthica
- Agelena orientalis
- Asiascape parthica
- Azerithonica hyrcanica
- Azerithonica sagartia
- Benoitia lepida
- Persilena sengleti
- Persiscape caspica
- Persiscape ecbatana
- Persiscape gideoni
- Persiscape levyi
- Persiscape nassirkhanii
- Persiscape zagrosensis
- Tegenaria alamto
- Tegenaria arsacia
- Tegenaria daylamanica
- Tegenaria domestica
- Tegenaria eros
- Tegenaria guseinovi
- Tegenaria halidi
- Tegenaria lenkoranica
- Tegenaria pagana
- Tegenaria rahnamayi
- Tegenaria shirin
- Tegenaria zamanii

### Topikowate(Cybaeidae)
Z Iranu wykazano:
- Cybaeus angustiarum
- Paracedicus darvishi
- Paracedicus gennadii
- Paracedicus kasatkini

### Hahniidae
Z Iranu wykazano:
- Hahnia deiocesi
- Hahnia nava
- Hahnia rossii
- Mastigusa arietina

### Ciemieńcowate(Dictynidae)
Z Iranu wykazano:
- Ajmonia rajaeii
- Archaeodictyna consecuta
- Argenna patula
- Argyroneta aquatica
- Brigittea avicenna
- Brigittea civica
- Brigittea latens
- Brommella falcigera
- Devade naderii
- Devade tenella
- Dictyna arundinacea
- Dictyna ottoi
- Kharitonovia uzbekistanica
- Lathys humilis
- Lathys lehtineni
- Lathys spasskyi
- Nigma flavescens
- Nigma laeta
- Paratheuma enigmatica

### Spachaczowate(Sparassidae)
Z Iranu wykazano:
- Cebrennus rambodjavani
- Eusparassus doriae
- Eusparassus kronebergi
- Eusparassus mesopotamicus
- Eusparassus oculatus
- Eusparassus walckenaeri
- Eusparassus xerxes
- Micrommata virescens
- Olios sericeus
- Olios stimulator
- Pseudomicrommata mokranica
- Spariolenus aratta
- Spariolenus fathpouri
- Spariolenus hormozii
- Spariolenus iranomaximus
- Spariolenus khoozestanus
- Spariolenus manesht
- Spariolenus mansourii
- Spariolenus zagros

### Zoropsidae
Z Iranu wykazano:
- Zoropsis lutea

### Śpiesznikowate(Oxyopidae)
Z Iranu wykazano:
- Oxyopes badhyzicus
- Oxyopes globifer
- Oxyopes heterophthalmus
- Oxyopes iranicus
- Oxyopes lineatus
- Oxyopes mediterraneus
- Oxyopes sobrinus
- Peucetia arabica

### Darownikowate(Pisauridae)
Z Iranu wykazano:
- Pisaura mirabilis
- Pisaura novicia

### Pogońcowate(Lycosidae)
Z Iranu wykazano:

- Alopecosa aculeata
- Alopecosa albofasciata
- Alopecosa cursor
- Alopecosa farinosa
- Alopecosa pulverulenta
- Alopecosa schmidti
- Alopecosa trabalis
- Arctosa bamiana
- Arctosa cinerea
- Arctosa leopardus
- Arctosa perita
- Arctosa similis
- Arctosa stigmosa
- Arctosa tbilisiensis
- Aulonia albimana
- Aulonia kratochvili
- Bogdocosa kronebergi
- Evippa fortis
- Evippa luteipalpis
- Evippa onager
- Evippa praelongipes
- Geolycosa vultuosa
- Halocosa cereipes
- Hippasa deserticola
- Hogna effera
- Hogna radiata
- Karakumosa medica
- Lycosa aragogi
- Lycosa macrophthalma
- Lycosa piochardi
- Lycosa praegrandis
- Lycosa singoriensis
- Lycosa tarantula
- Orinocosa guentheri
- Pardosa aenigmatica
- Pardosa agrestis
- Pardosa agricola
- Pardosa amentata
- Pardosa azerifalcata
- Pardosa buchari
- Pardosa colchica
- Pardosa condolens
- Pardosa donabila
- Pardosa hortensis
- Pardosa italica
- Pardosa jaikensis
- Pardosa luctinosa
- Pardosa lugubris
- Pardosa mirzakhaniae
- Pardosa morosa
- Pardosa nebulosa
- Pardosa paludicola
- Pardosa palustris
- Pardosa persiana
- Pardosa persica
- Pardosa pontica
- Pardosa proxima
- Pardosa roscai
- Pardosa tatarica
- Pardosa zonsteini
- Pirata piraticus
- Piratula latitans
- Piratula raika
- Trochosa hispanica
- Trochosa robusta
- Trochosa ruricola
- Trochosa terricola
- Trochosa urbana
- Wadicosa commoventa
- Wadicosa fidelis
- Xerolycosa miniata

### Ukośnikowate(Thomisidae)
Z Iranu wykazano:

- Bassaniodes cribratus
- Bassaniodes loeffleri
- Bassaniodes rectilineus
- Bassaniodes tristrami
- Diaea dorsata
- Diaea livens
- Diaea osmanii
- Ebrechtella tricuspidata
- Firmicus dewitzi
- Heriaeus graminicola
- Heriaeus spinipalpus
- Misumena vatia
- Monaeses israeliensis
- Ozyptila aculipalpa
- Ozyptila atomaria
- Ozyptila claveata
- Ozyptila grisea
- Ozyptila lugubris
- Ozyptila lutosa
- Ozyptila makidica
- Ozyptila patellibidens
- Ozyptila praticola
- Ozyptila rauda
- Ozyptila simplex
- Ozyptila tricoloripes
- Pistius truncatus
- Psammitis abramovi
- Psammitis minor
- Psammitis ninnii
- Runcinia grammica
- Runcinia tarabayevi
- Spiracme striatipes
- Stiphropus strandi
- Synema anatolicum
- Synema globosum
- Synema plorator
- Thomisus albohirtus
- Thomisus citrinellus
- Thomisus onustus
- Thomisus unidentatus
- Thomisus zyuzini
- Tmarus punctatissimus
- Tmarus stellio
- Xysticus acerbus
- Xysticus atevs
- Xysticus audax
- Xysticus cor
- Xysticus cristatus
- Xysticus edax
- Xysticus gallicus
- Xysticus kaznakovi
- Xysticus kempeleni
- Xysticus kochi
- Xysticus kulczynskii
- Xysticus laetus
- Xysticus lanio
- Xysticus logunovorum
- Xysticus luctuosus
- Xysticus marusiki
- Xysticus pieperi
- Xysticus turkmenicus
- Xysticus xerodermus

### Obniżowate(Liocranidae)
Z Iranu wykazano:
- Agroeca angirasu
- Agroeca cuprea
- Agroeca lusatica
- Mesiotelus caucasicus
- Mesiotelus patricki
- Mesiotelus scopensis
- Sestakovaia hyrcania

### Aksamitnikowate(Clubionidae)
Z Iranu wykazano:
- Clubiona hyrcanica
- Clubiona juvenis
- Clubiona lutescens
- Clubiona mazandaranica
- Clubiona neglecta
- Clubiona phragmitis
- Clubiona pseudoneglecta
- Porrhoclubiona genevensis
- Porrhoclubiona moradmandi
- Porrhoclubiona vegeta

### Anyphaenidae
Z Iranu wykazano:
- Anyphaena accentuata

### Trachelidae
Z Iranu wykazano:
- Orthobula charitonovi
- Orthobula mikhailovi
- Trachelas minor

### Cithaeronidae
Z Iranu wykazano:
- Cithaeron praedonius

### Phrurolithidae
Z Iranu wykazano:
- Bosselaerius hyrcanicus
- Phrurolithus azarkinae
- Phrurolithus festivus
- Phrurolithus pullatus

### Prodidomidae
Z Iranu wykazano:
- Prodidomus inexpectatus
- Prodidomus redikorzevi
- Zimiris doriae

### Worczakowate(Gnaphosidae)
Z Iranu wykazano:

- Anagraphis pallens
- Aphantaulax trifasciata
- Berinda hoerwegi
- Berlandina afghana
- Berlandina artaxerxes
- Berlandina caspica
- Berlandina cinerea
- Berlandina mesopotamica
- Berlandina nabozhenkoi
- Berlandina plumalis
- Callilepis nocturna
- Callipelis deserticola
- Civizelotes caucasius
- Civizelotes solstitialis
- Cryptodrassus helvolus
- Cryptodrassus iranicus
- Drassodes chybyndensis
- Drassodes cupreus
- Drassodes lapidosus
- Drassodes lutescens
- Drassodes marusiki
- Drassodes neglectus
- Drassodes persianus
- Drassodes pubescens
- Drassodes robatus
- Drassodes villosus
- Drassyllus crimeaensis
- Drassyllus praeficus
- Drassyllus pusillus
- Drassyllus sur
- Drassyllus villicoides
- Echemus caspicus
- Fedotovia uzbekistanica
- Gnaphosa bithynica
- Gnaphosa dolosa
- Gnaphosa leporina
- Gnaphosa lucifuga
- Gnaphosa petrobia
- Gnaphosa qamsarica
- Gnaphosa saurica
- Gnaphosa steppica
- Gnaphosa tigrina
- Gnaphosa ukrainica
- Haplodrassus caspius
- Haplodrassus dalmatensis
- Haplodrassus medes
- Haplodrassus ovtchinnikovi
- Haplodrassus pseudosignifer
- Haplodrassus pugnans
- Haplodrassus qashqai
- Haplodrassus rhodanicus
- Haplodrassus signifer
- Haplodrassus silvestris
- Iranotricha lutensis
- Leptopilos levantinus
- Marinarozelotes achaemenes
- Marinarozelotes adriaticus
- Marinarozelotes fuscipes
- Marinarozelotes jaxartensis
- Marinarozelotes lyonneti
- Marinarozelotes malkini
- Marinarozelotes manytchensis
- Marinarozelotes miniglossus
- Marjanus isfahanicus
- Megamyrmaekion caudatum
- Micaria albovittata
- Micaria atropatene
- Micaria coarctata
- Micaria dives
- Micaria formicaria
- Micaria fulgens
- Micaria ignea
- Micaria kopetdaghensis
- Micaria lenzi
- Micaria pallipes
- Micaria pulicaria
- Micaria rossica
- Micaria subopaca
- Minosia simeonica
- Minosiella intermedia
- Nomisia ameretatae
- Nomisia aussereri
- Nomisia conigera
- Nomisia exornata
- Nomisia negebensis
- Nomisia palaestina
- Nomisia ripariensis
- Parasyrisca turkenica
- Phaeocedus braccatus
- Poecilochroa senilis
- Pterotricha dalmasi
- Pterotricha kovblyuki
- Pterotricha lentiginosa
- Pterotricha montana
- Pterotricha pseudoparasyriaca
- Pterotricha strandi
- Scotophaeus anahita
- Scotophaeus blackwalli
- Scotophaeus elburzensis
- Scotophaeus scutulatus
- Setaphis carmeli
- Shaitan angramainyu
- Sidydrassus shumakovi
- Sosticus loricatus
- Sosticus montanus
- Synaphosus martinezi
- Synaphosus neali
- Synaphosus palearcticus
- Synaphosus shirin
- Talanites dunini
- Talanites fagei
- Trachyzelotes pedestris
- Turkozelotes kazachstanicus
- Turkozelotes mccowani
- Zagrotes apophysalis
- Zagrotes bifurcatus
- Zagrotes borna
- Zagrotes parla
- Zelotes apricorum
- Zelotes babunaensis
- Zelotes chaniaensis
- Zelotes electus
- Zelotes femellus
- Zelotes fulvaster
- Zelotes harmeron
- Zelotes hyrcanus
- Zelotes khostensis
- Zelotes longipes
- Zelotes metellus
- Zelotes mundus
- Zelotes potanini
- Zelotes puritanus
- Zelotes scrutatus
- Zelotes zekharya

### Corinnidae
Z Iranu wykazano:
- Castianeira arnoldii

### Selenopidae
Z Iranu wykazano:
- Selenops radiatus

### Miturgidae
Z Iranu wykazano:
- Prochora lycosiformis
- Zora huseynovi
- Zora manicata
- Zora nemoralis
- Zora pardalis
- Zora silvestris
- Zora spinimana

### Zbrojnikowate(Cheiracanthiidae)
Z Iranu wykazano:
- Cheiracanthium elegans
- Cheiracanthium erraticum
- Cheiracanthium iranicum
- Cheiracanthium mildei
- Cheiracanthium montanum
- Cheiracanthium pennyi
- Cheiracanthium punctorium
- Cheiracanthium virescens

### Ślizgunowate(Philodromidae)
Z Iranu wykazano:

- Philodromus aureolus
- Philodromus buxi
- Philodromus cespitum
- Philodromus dispar
- Philodromus emarginatus
- Philodromus longipalpis
- Philodromus margaritatus
- Philodromus praedatus
- Philodromus rufus
- Pulchellodromus medius
- Rhysodromus fallax
- Rhysodromus genoensis
- Rhysodromus hierosolymitanus
- Rhysodromus medes
- Thanatus arenarius
- Thanatus atratus
- Thanatus fabricii
- Thanatus formicinus
- Thanatus fornicatus
- Thanatus imbecillus
- Thanatus kitabensis
- Thanatus lesserti
- Thanatus oblongiusculus
- Thanatus pictus
- Thanatus saraevi
- Thanatus setiger
- Thanatus striatus
- Thanatus vulgaris
- Tibellus oblongus

### Skakunowate(Salticidae)
Z Iranu wykazano:

- Aelurillus concolor
- Aelurillus khorasanicus
- Aelurillus luctuosus
- Aelurillus marusiki
- Aelurillus m-nigrum
- Aelurillus unitibialis
- Aelurillus westi
- Afraflacilla arabica
- Attulus avocator
- Attulus karakumensis
- Attulus relictarius
- Attulus vilis
- Ballus chalybeius
- Bianor albobimaculatus
- Carrhotus viduus
- Chalcoscirtus hosseinieorum
- Chalcoscirtus infimus
- Chalcoscirtus iranicus
- Chalcoscirtus karakurt
- Chalcoscirtus lepidus
- Chalcoscirtus nigritus
- Chalcoscirtus parvulus
- Chalcoscirtus platnicki
- Chinattus caucasicus
- Cyrba algerina
- Cyrba ocellata
- Euophrys frontalis
- Euophrys sulphurea
- Evarcha arcuata
- Evarcha dena
- Evarcha insularis
- Evarcha negevensis
- Evarcha praeclara
- Heliophanillus fulgens
- Heliophanus chovdensis
- Heliophanus cupreus
- Heliophanus curvidens
- Heliophanus decoratus
- Heliophanus dunini
- Heliophanus edentulus
- Heliophanus equester
- Heliophanus flavipes
- Heliophanus forcipifer
- Heliophanus glaucus
- Heliophanus iranus
- Heliophanus mordax
- Heliophanus verus
- Heliophanus xerxesi
- Iranattus rectangularis
- Langona aperta
- Langona pallidula
- Langona redii
- Langona tartarica
- Macaroeris nidicolens
- Marpissa nivoyi
- Mendoza canestrinii
- Menemerus errabundus
- Menemerus marginatus
- Menemerus semilimbatus
- Menemerus taeniatus
- Mexcala farsensis
- Mogrus antoninus
- Mogrus larisae
- Mogrus neglectus
- Myrmarachne formicaria
- Myrmarachne tristis
- Neon levis
- Neon rayi
- Neon reticulatus
- Pellenes bonus
- Pellenes brevis
- Pellenes diagonalis
- Pellenes epularis
- Pellenes geniculatus
- Pellenes seriatus
- Philaeus chrysops
- Phintella castriesiana
- Phlegra bresnieri
- Phlegra cinereofasciata
- Phlegra dunini
- Phlegra fasciata
- Phlegra tetralineata
- Phlegra yaelae
- Plexippoides flavescens
- Plexippoides gestroi
- Plexippoides insperatus
- Plexippus clemens
- Plexippus gershomi
- Plexippus iranus
- Plexippus paykulli
- Plexippus strandi
- Proszynskiana iranica
- Proszynskiana izadii
- Proszynskiana logunovi
- Pseudeuophrys erratica
- Pseudeuophrys lanigera
- Pseudeuophrys obsoleta
- Pseudicius badius
- Pseudicius palaestinensis
- Rafalus variegatus
- Rudakius afghanicus
- Rudakius cinctus
- Rudakius ludhianaensis
- Rudakius rudakii
- Rudakius spasskyi
- Salticus cingulatus
- Salticus insperatus
- Salticus lucasi
- Salticus noordami
- Salticus scenicus
- Salticus tricinctus
- Salticus zebraneus
- Sibianor aurocinctus
- Stenaelurillus marusiki
- Synageles persianus
- Talavera aequipes
- Thyene imperialis